# Sân bay Gove
Sân bay Gove (mã IATA: GOV, mã ICAO: YPGV) nằm trên Bán đảo Gove thuộc Lãnh thổ Bắc Úc. Nó phục vụ thị trấn khai thác Nhulunbuy và một số cộng đồng thổ dân bao gồm Yirrkala. Sân bay nằm 5,8 hải lý (10,7 km; 6,7 mi) về phía đông nam của trung tâm thị trấn Nhulunbuy, trên đường Melville. Nó được điều hành bởi Tập đoàn Nhulunbuy. 
Airnorth vận hành các dịch vụ theo lịch trình hàng ngày đến và đi từ Darwin, Cairns & Groote Eylandt.
Các công ty điều lệ khác nhau được dựa và hoạt động ngoài Gove. Bao gồm Laynha Air, Marthakal Yolngu Airline, Katherine Aviation, Air Frontier, Black Diamond Aviation và Mission Aviation Fellowship.